# Copa Federación Española de Bolos
La Copa Federación Española de Bolos o Copa FEB es un torneo de bolo palma de España que, hasta la escisión en el mundo de los bolos en el periodo 2009-2013, enfrentaba a las ocho mejores peñas bolísticas según la clasificación final del campeonato liguero. En el periodo 2009-2013 los 8 mejores equipos de la APEBOL disputaban la copa Cantabria Infinita/Cantabria Deporte con 3 victorias de Puertas Roper y 2 de Borbolla Villa de Noja. A partir de 2014 en la copa federación española participan los 7 mejores de la liga y una peña de fuera de Cantabria en sistema de copa. 

## Copa FEB 2009
Por causa de la ruptura entre la Federación Española y la Federación Cántabra el torneo cambió de formato, siendo de libre inscripción y entrando en competición peñas asturianas, cántabras, vascas, madrileñas y catalanas. Las primeras dos eliminatorias fueron a doble vuelta, mientras que los cuartos de final, semifinales y final se disputaron a partido único a celebrar durante la Semana Bolística Nacional en Torrelavega.
La primera eliminatoria de la Copa FEB 2009 (partidos de ida el 24 de mayo, partidos de vuelta el 7 de junio):
- PB Luey - PB Cóbreces: ida 3-3, vuelta 2-4
- PB San Jorge (Vispieres) - PB San José Rocacero (Sierrapando): ida 1-5; vuelta 1-5
- PB Puertas de Vidiago - PB Carmona: ida 2-4, vuelta 1-5
- PB J. Cuesta - PB Sobarzo: ida 1-5, vuelta 2-0
- PB Carrejo - PB Colombres (ida día 23 de mayo): ida 2-4, vuelta 1-3
- PB La Cigoña (Ruiloba) - PB Pancar: ida 3-3, vuelta 4-2
- PB San Miguel (Vargas) - PB Nautilus Trasmiera (Somo)
- PB Nueva Ciudad (Torrelavega) - PB Cajo (Santander): ida 2-4, vuelta 5-2
- PB Darío Gutiérrez (Puente San Miguel) - PB Prado San Roque (Santander): ida 2-4, vuelta 0-3
- PB La Colina (Selaya) - PB Peñacastillo (Santander): ida 2-4, vuelta 1-5
- PB Beranga - PB Solcantabria (Sarón): ida 1-5, vuelta 0-6
- PB La Concha - PB Sobarzo (2ª): ida 3-3, vuelta 1-4

Exentos de la primera eliminatoria: PB Miguel Purón (Noriega), PB Montañesa (Ermua), PB Madrileña y PB Cantabria (Barcelona).
Segunda eliminatoria:
- PB Nueva Ciudad (Torrelavega) - PB Sobarzo: ida, 1-5, vuelta 4-2
- PB Carmona - PB San José Rocacero (Sierrapando): ida, 2-4, vuelta 4-3
- PB Colombres - PB Montañesa (Érmua): ida, 3-3, vuelta 1-4
- PB Prado San Roque (Santander) - PB Peñacastillo (Santander): ida, 1-5, vuelta 1-4
- PB Nautilus Trasmiera (Somo)- PB Miguel Purón (Noriega): ida, 5-1, vuelta 3-3
- PB Solcantabria (Sarón) - PB Cóbreces: ida, 4-2, vuelta 1-5
- PB Sobarzo (2ª) - PB Cantabria (Barcelona): ida, 6-0, vuelta 4-2
- PB La Cigoña (Ruiloba) - PB Madrileña: ida, 4-2, vuelta 1-5

Cuartos de final:
- PB Cóbreces 4-2 PB Sobarzo (2ª)
- PB Peñacastillo 4-0 PB Montañesa
- PB San José Rocacero (Sierrapando) 4-1 PB Sobarzo
- PB Nautilus Trasmiera (Somo) 4-2 PB Madrileña

Semifinales:
- PB Cóbreces 4-3 PB Peñacastillo
- PB San José Rocacero (Sierrapando) 4-1 PB Nautilus Trasmiera (Somo)

Final:
- PB Cóbreces 4-2 PB Nautilus Trasmiera (Somo)

La Peña Bolística Cóbreces logró su primera Copa FEB, sucediendo en el palmarés a la Peña Maliaño-Puertas Roper, campeona el año anterior.

## Copa FEB 2011[2]
Octavos de final:
- PB Cóbreces (exenta)
- PB Montañesa Ermua 4-0 PB La Cigoña (Ruiloba)
- PB Hualle (Treceño) 4-2 PB Ebro (Reinosa)
- PB Nueva Ciudad (Torrelavega) 4-0 PB Llanes
- PB Cantabria (Barcelona) 1-4 PB Quijano
- PB Madrileña 1-4 PB San José (Sierrapando)
- PB Darío Gutiérrez (Puente San Miguel) - PB Sobarzo (Darío Gutiérrez no se presenta)
- PB San Jorge (Vispieres) 2-4 PB Sobarzo B

Cuartos de final:
- PB Cóbreces 4-1 PB Montañesa
- PB Hualle 4-2 PB Nueva Ciudad
- PB Quijano 2-4 PB San José
- PB Sobarzo A 4-1 PB Sobarzo B

Semifinales:
- PB Cóbreces 2-3 PB Hualle
- PB San José 1-3 PB Sobarzo

Final:
- PB Hualle 1-4 PB Sobarzo

## Copa FEB 2012
Cuartos de final:
- PB Páncar 2-4 PB San José (Sierrapando)
- PB Madrileña 3-4 PB Quijano
- PB Montañesa (Ermua) 2-4 PB Sobarzo
- PB Nueva Ciudad (Torrelavega) 4-3 PB Mali (Puente Arce)

Semifinales:
- PB San José (Sierrapando) 3-2 PB Nueva Ciudad (Torrelavega)
- PB Quijano 0-3 PB Sobarzo

Final:
- PB San José (Sierrapando) 4-3 PB Sobarzo

## Copa FEB 2013
Desarrollo de la Copa FEB 2013, celebrada en Reinosa.
Cuartos de final:
- PB Sobarzo 4-2 PB Páncar
- PB Quijano 0-4 PB Mali (Puente Arce)
- PB San José (Sierrapando) 4-0 PB Montañesa (Ermua)
- PB Ebro 2-4 PB Madrileña

Semifinales:
- PB Sobarzo 3-0 PB Madrileña
- PB San José (Sierrapando) 3-0 PB Mali (Puente Arce)

Final:
- PB Sobarzo 4-3 PB San José (Sobarzo)

## Campeones y subcampeones de la Copa FEB
- 1988: Constr. Rotella (Torrelavega) - Peñacastillo (Santander)
- 1989: Puertas Roper (Maliaño) - Liérganes
- 1990: Casa Sampedro (Torres) - La Carmencita (Santander)
- 1991: Porrúa (Santander) - Pontejos
- 1992: Pontejos - Constr. Rotella (Torrelavega)
- 1993: Constr. Rotella (Torrelavega) - Borbolla Villa de Noja
- 1994: Puertas Roper (Maliaño) - Constr. Rotella (Torrelavega)
- 1995: Puertas Roper (Maliaño) - Constr. Rotella (Torrelavega)
- 1996: Constr. Rotella (Torrelavega) - Borbolla Villa de Noja
- 1997: La Carmencita (Santander) - Hotel Chiqui (Oruña de Piélagos)
- 1998: Constr. Rotella (Torrelavega) - Puertas Roper (Maliaño)
- 1999: Renedo - Puertas Roper (Maliaño)
- 2000: Renedo - Casa Sampedro (Torres)
- 2001: Puertas Roper (Maliaño) - Borbolla Villa de Noja
- 2002: Puertas Roper (Maliaño) - Borbolla Villa de Noja
- 2003: Borbolla Villa de Noja - Puertas Roper (Maliaño)
- 2004: Borbolla Villa de Noja - Puertas Roper (Maliaño)
- 2005: Puertas Roper (Maliaño) - Borbolla Villa de Noja
- 2006: Renedo - Borbolla Villa de Noja
- 2007: Puertas Roper (Maliaño) - Renedo
- 2008: Puertas Roper (Maliaño) - Borbolla Villa de Noja
- 2009: Cóbreces - Nautilus Trasmiera (Somo) * 2009: Puertas Roper (Maliaño) - Renedo (Copa Cantabria Infinita)
- 2010: Cóbreces - Sobarzo  * 2010: Borbolla Villa de Noja - Pontejos (Copa Cantabria Infinita)
- 2011: Sobarzo - Hualle    * 2011: Borbolla Villa de Noja - Puertas Roper (Maliaño) (Copa Cantabria Infinita)
- 2012: San José - Sobarzo  * 2012: Puertas Roper (Maliaño) - PB Bolistica Torrelavega (Copa Cantabria Infinita)
- 2013: Sobarzo - San José  * 2013: Puertas Roper (Maliaño) - Renedo (Copa Cantabria Infinita)
- 2014: Borbolla Villa de Noja - Ribamontan al mar
- 2015: Riotuerto - Puertas Roper (Maliaño)
- 2016: Puertas Roper (Maliaño) - Riotuerto
- 2017: Borbolla Villa de Noja - Puertas Roper (Maliaño)
- 2018: Puertas Roper (Maliaño) - Peñacastillo (Santander)

## Resumen de títulos
- PB Maliaño - Puertas Roper: 13 títulos
- PB Borbolla Villa de Noja: 6 títulos (2003, 2004, 2010, 2011, 2014 y 2017) y 7 subcampeonatos (1993, 1996, 2001, 2002, 2005, 2006 y 2008)
- PB Constr. Rotella (Torrelavega): 4 títulos (1988, 1993, 1996 y 1998) y 3 subcampeonatos
- PB Renedo: 3 títulos (1999, 2000 y 2006)
- PB Cóbreces: 2 títulos (2009 y 2010)
- PB Sobarzo: 2 títulos (2011 y 2013)
- PB Riotuerto: 1 título (2015) y 1 subcampeonato
- PB Casa Sampedro (Torres): 1 título (1990)
- PB Porrúa (Santander): 1 título (1991)
- PB Pontejos: 1 título (1992)
- PB La Carmencita (Santander): 1 título (1997)
- PB San José (Sierrapando): 1 título (2012)
- PB Peñacastillo (Santander): 2 subcampeonatos (1988 y 2018)
- PB Liérganes: 1 subcampeonato (1989)
- PB Hotel Chiqui (Oruña de Piélagos): 1 subcampeonato (1997)
- PB Nautilus Trasmiera (Somo): 1 subcampeonato (2009)
- PB Hualle (Treceño): 1 subcampeonato (2011)